# Peter Segal
Peter Segal (født 1962) er en amerikansk filminstruktør og manuskriptforfatter, der bl.a. har lavet film som Anger Management og Get Smart.

## Udvalgt filmografi
- Tommy Boy (1995)
- My Fellow Americans (1996)
- Anger Management (2003)
- 50 First Dates (2004)
- The Longest Yard (2005) (2005)
- Get Smart (2008)
- Get Smart 2 (2011)

## Ekstern henvisning
- Peter Segal på Internet Movie Database (engelsk)
- Peter Segal på Filmdatabasen
- Peter Segal på Scope
- Peter Segal på Svensk Filmdatabas (svensk)
- Peter Segal på AlloCiné (fransk)
- Peter Segal på AllMovie (engelsk)
- Peter Segal på Rotten Tomatoes (engelsk)
- Peter Segal på The Movie Database (engelsk)